# Arthrocnemum
Arthrocnemum, nekadašnji rod grmova opisan 1840. (Moq.), i smješten u porodicu Amaranthaceae Juss..
U prošlosti se Arthrocnemum smatrao rodom od nekoliko (tri do deset) vrsta rasprostranjenih u Africi, Americi i Australiji (Moquin-Tandon Cit. 1840; Koch Cit. 1853; Ungern-Sternberg Citat. 1866, Citat. 1876; Volkens Citat. 1893; Standley Citat. 1914; Brenan Citat. 1954a; Scott Citat. 1977; Meikle Citat. 1985; Kühn Citat. 1993). 
Nomenklaturalna zbrka u imenovanju 'Arthrocnemum – grmolika skupina Salicornia' ostala je u mnogim prošlim tretmanima (Moss Citat. 1954; Ball Citat. 1964; Toelken Citat. 1967), sve dok Scott (Citat. 1977) nije tipizirao rod Arthrocnemum s Arthrocnemum fruticosum (L.) Moq. var. macrostachyum (Moric.) Moq., sorta koju spominje Moquin-Tandon (Citat. 1840), koja je najviše odgovarala dijagnozi roda. Treba istaknuti da je lektotipizacija koju je poduzeo Scott (Citat. 1977) netočna jer se temelji na nazivu nespecifičnog ranga, a nijedna vrsta koju priznaje Moquin-Tandon (Citat. 1840) nije prikladna za tipizaciju. Ovaj nomenklaturni problem treba riješiti zasebno, zajedno s predloženim očuvanjem imena Arthrocnemum s tipom Arthrocnemum macrostachyum (Moric.) K. Koch (≡ A. fruticosum (L.) Moq. var. macrostachyum Moq.) kao tipom.